# Bob la Jocurile Olimpice de iarnă din 2018 - Patru (masculin)
Proba de bob patru masculin de la Jocurile Olimpice de iarnă din 2018 de la Pyeongchang, Coreea de Sud a avut loc în perioada 24-25 februarie 2018 la Alpensia Sliding Centre.

## Program
Orele sunt orele Coreei de Sud (ora României + 7 ore).
| Data         | Ora  | Runda                      |
| ------------ | ---- | -------------------------- |
| 24 februarie | 9:30 | Runda 1 și runda a 2-a     |
| 25 februarie | 9:30 | Runda a 3-a și runda a 4-a |

## Rezultate
Proba a început la ora 9:30 în ambele zile.
| Loc | Număr de concurs | Țară                       | Sportivi                                                                          | Runda 1  | Runda 2 | Runda 3 | Runda 4 | Total   | În plus |
| --- | ---------------- | -------------------------- | --------------------------------------------------------------------------------- | -------- | ------- | ------- | ------- | ------- | ------- |
| 1   | 7                | Germania                   | Francesco Friedrich Candy Bauer Martin Grothkopp Thorsten Margis                  | 48,54 TR | 49,01   | 48,76   | 49,54   | 3:15,85 | –       |
| 2   | 8                | Germania                   | Nico Walther Kevin Kuske Alexander Rödiger Eric Franke                            | 48,74    | 49,16   | 48,90   | 49,58   | 3:16,38 | +0,53   |
| 2   | 1                | Coreea de Sud              | Won Yun-jong Jun Jung-lin Seo Young-woo Kim Dong-hyun                             | 48,65    | 49,19   | 48,89   | 49,65   | 3:16,38 | +0,53   |
| 4   | 16               | Elveția                    | Rico Peter Thomas Amrhein Simon Friedli Michael Kuonen                            | 49,05    | 49,16   | 48,87   | 49,51   | 3:16,59 | +0,74   |
| 5   | 10               | Letonia                    | Oskars Melbārdis Daumants Dreiškens Arvis Vilkaste Jānis Strenga                  | 48,82    | 49,39   | 48,91   | 49,53   | 3:16,65 | +0,80   |
| 6   | 9                | Canada                     | Justin Kripps Jesse Lumsden Alexander Kopacz Oluseyi Smith                        | 48,85    | 49,28   | 48,95   | 49,61   | 3:16,69 | +0,84   |
| 7   | 14               | Austria                    | Benjamin Maier Kilian Walch Markus Sammer Dănuț Moldovan                          | 49,10    | 49,21   | 49,03   | 49,56   | 3:16,90 | +1,05   |
| 8   | 6                | Germania                   | Johannes Lochner Christian Poser Christopher Weber Christian Rasp                 | 48,95    | 49,26   | 49,10   | 49,80   | 3:17,11 | +1,26   |
| 9   | 13               | Statele Unite ale Americii | Codie Bascue Evan Weinstock Steven Langton Sam McGuffie                           | 49,09    | 49,26   | 49,08   | 49,77   | 3:17,28 | +1,43   |
| 10  | 12               | Letonia                    | Oskars Ķibermanis Jānis Jansons Helvijs Lūsis Matīss Miknis                       | 49,18    | 49,26   | 49,34   | 49,63   | 3:17,41 | +1,56   |
| 11  | 18               | Franța                     | Loïc Costerg Vincent Ricard Vincent Castell Dorian Hauterville                    | 49,09    | 49,36   | 49,19   | 49,92   | 3:17,56 | +1,71   |
| 12  | 21               | Canada                     | Nick Poloniato Cameron Stones Joshua Kirkpatrick Ben Coakwell                     | 49,40    | 49,23   | 49,51   | 49,67   | 3:17,81 | +1,96   |
| 13  | 5                | Polonia                    | Mateusz Luty Arnold Zdebiak Łukasz Miedzik Grzegorz Kossakowski                   | 49,04    | 49,59   | 49,46   | 49,80   | 3:17,89 | +2,04   |
| 14  | 3                | Elveția                    | Clemens Bracher Alain Knuser Martin Meier Fabio Badraun                           | 49,06    | 49,54   | 49,59   | 49,72   | 3:17,91 | +2,06   |
| 15  | 20               | SOR                        | Maxim Andrianov Alexey Zaitsev Vasiliy Kondratenko Ruslan Samitov                 | 49,43    | 49,39   | 49,56   | 49,56   | 3:17,94 | +2,09   |
| 16  | 11               | Canada                     | Christopher Spring Lascelles Brown Bryan Barnett Neville Wright                   | 49,06    | 49,54   | 49,46   | 49,86   | 3:17,96 | +2,11   |
| 17  | 17               | Marea Britanie             | Brad Hall Nick Gleeson Joel Fearon Greg Cackett                                   | 49,25    | 49,68   | 49,64   | 49,69   | 3:18,26 | +2,41   |
| 18  | 15               | Marea Britanie             | Lamin Deen Ben Simons Toby Olubi Andrew Matthews                                  | 49,44    | 49,45   | 49,66   | 49,74   | 3:18,29 | +2,44   |
| 19  | 22               | Statele Unite ale Americii | Nick Cunningham Hakeem Abdul-Saboor Christopher Kinney Samuel Michener            | 49,60    | 49,50   | 49,74   | 49,70   | 3:18,54 | +2,69   |
| 20  | 19               | Statele Unite ale Americii | Justin Olsen Nathan Weber Carlo Valdes Christopher Fogt                           | 49,62    | 49,71   | 49,66   | 49,56   | 3:18,55 | +2,70   |
| 21  | 2                | Cehia                      | Dominik Dvořák Jaroslav Kopřiva Jan Šindelář Jakub Nosek                          | 49,07    | 49,97   | 50,05   | N/A     | 2:29.09 | N/A     |
| 22  | 24               | Austria                    | Markus Treichl Ekemini Bassey Markus Glueck Marco Rangl                           | 49,73    | 49,83   | 49,68   | N/A     | 2:29,24 | N/A     |
| 23  | 23               | Brazilia                   | Edson Bindilatti Edson Ricardo Martins Odirlei Pessoni Rafael Souza da Silva      | 49,75    | 49,94   | 49,80   | N/A     | 2:29,49 | N/A     |
| 24  | 28               | Cehia                      | Jan Vrba Dominik Suchý David Egydy Jan Stokláska                                  | 49,73    | 49,81   | 50,05   | N/A     | 2:29,59 | N/A     |
| 25  | 4                | Australia                  | Lucas Mata David Mari Lachlan Reidy Hayden Smith                                  | 49,72    | 49,91   | 50,07   | N/A     | 2:29,70 | N/A     |
| 26  | 26               | China                      | Shao Yujin Li Chunjian Wang Sidong Shi Hao                                        | 49,79    | 50,01   | 49,94   | N/A     | 2:29,74 | N/A     |
| 27  | 25               | Italia                     | Simone Bertazzo Lorenzo Bilotti Francesco Costa Simone Fontana                    | 49,92    | 49,94   | 50,02   | N/A     | 2:29,88 | N/A     |
| 28  | 27               | Croația                    | Dražen Silić Mate Mezulić Benedikt Nikpalj Antonio Zelić                          | 50,18    | 50,64   | 50,63   | N/A     | 2:31,45 | N/A     |
| 29  | 29               | România                    | Dorin Alexandru Grigore Florin Cezar Crăciun Levente Bartha Paul-Septimiu Muntean | 50,55    | 50,79   | 50,81   | N/A     | 2:32,15 | N/A     |